# Rafael Frühbeck de Burgos
Rafael Frühbeck Frühbeck, més conegut pel sobrenom artístic de Rafael Frühbeck de Burgos, (Burgos, 15 de setembre de 1933 - Pamplona, 11 de juny de 2014) fou un director d'orquestra castellà, fill de pares alemanys.
Nascut a Espanya però de pares alemanys, va estudiar violí, piano i composició als conservatoris de música de Bilbao i Madrid. Es va graduar summa cum laude en direcció a la Hochschule für Musik de Múnic i va guanyar el premi Richard Strauss. Frühbeck de Burgos va quedar actiu fins pocs mesos abans de morir, a causa del càncer. El seu darrer concert fou el 15 de març de 2014, al front de l'Orquestra Simfònica de Washington.
Va enregistrar amb diversos segells discogràfics. Són especialment destacables les seves interpretacions de l'oratori Elias de Mendelssohn, el Rèquiem de Mozart, el Carmina Burana de Carl Orff, l'òpera Carmen de Bizet, i de les obres orquestrals de Manuel de Falla.

## Càrrecs destacats
- Director titular de l'Orquestra de Bilbao (1958-62)
- Director titular de l'Orquestra Nacional d'Espanya (el director que en més ocasions ha ocupat el pòdium entre 1962-1978)
- Director musical de l'Orquestra Simfònica de Düsseldorf (1966-71)
- Director titular de l'Orquestra Simfònica de Montreal (1974-76)
- Director convidat principal de l'Orquestra Simfònica Nacional (Washington DC) i de l'Orquestra Simfònica Yomiuri Nippon
- Director de l'Orquestra Simfònica de Viena (1991-97)
- Director musical de la Deutsche Oper Berlin (1992-97)
- Director titular de la Rundfunk-Sinfonieorchester de Berlín (1994-2000)
- Director principal de l'Orchestra sinfonica nazionale della RAI (2001-2007)
- Director musical de la Dresdner Philharmonie (2004-2011)
- Director principal de la DR SymfoniOrkestret, Orquestra simfònica nacional de Dinamarca (2012-2014)